# Mickaël Brun-Arnaud
Pour les articles homonymes, voir Brun et Arnaud.
 (juin 2024).
 (juin 2024).
La mise en forme du texte ne suit pas les recommandations de Wikipédia : il faut le « wikifier ».
Les points d'amélioration suivants sont les cas les plus fréquents. Le détail des points à revoir est peut-être précisé sur la page de discussion.
- Les titres sont pré-formatés par le logiciel. Ils ne sont ni en capitales, ni en gras.
- Le texte ne doit pas être écrit en capitales (les noms de famille non plus), ni en gras, ni en italique, ni en « petit »…
- Le gras n'est utilisé que pour surligner le titre de l'article dans l'introduction, une seule fois.
- L'italique est rarement utilisé : mots en langue étrangère, titres d'œuvres, noms de bateaux, etc.
- Les citations ne sont pas en italique mais en corps de texte normal. Elles sont entourées par des guillemets français : « et ».
- Les listes à puces sont à éviter, des paragraphes rédigés étant largement préférés. Les tableaux sont à réserver à la présentation de données structurées (résultats, etc.).
- Les appels de note de bas de page (petits chiffres en exposant, introduits par l'outil «  Source ») sont à placer entre la fin de phrase et le point final[comme ça].
- Les liens internes (vers d'autres articles de Wikipédia) sont à choisir avec parcimonie. Créez des liens vers des articles approfondissant le sujet. Les termes génériques sans rapport avec le sujet sont à éviter, ainsi que les répétitions de liens vers un même terme.
- Les liens externes sont à placer uniquement dans une section « Liens externes », à la fin de l'article. Ces liens sont à choisir avec parcimonie suivant les règles définies. Si un lien sert de source à l'article, son insertion dans le texte est à faire par les notes de bas de page.
- La présentation des références doit suivre les conventions bibliographiques. Il est recommandé d'utiliser les modèles {{Ouvrage}}, {{Chapitre}}, {{Article}}, {{Lien web}} et/ou {{Bibliographie}}. Le mode d'édition visuel peut mettre en forme automatiquement les références.
- Insérer une infobox (cadre d'informations à droite) n'est pas obligatoire pour parachever la mise en page.

Pour une aide détaillée, merci de consulter Aide:Wikification.
Si vous pensez que ces points ont été résolus, vous pouvez retirer ce bandeau et améliorer la mise en forme d'un autre article.
Mickaël Brun-Arnaud, né le 27 août 1986 à Apt, est un écrivain français.

## Biographie

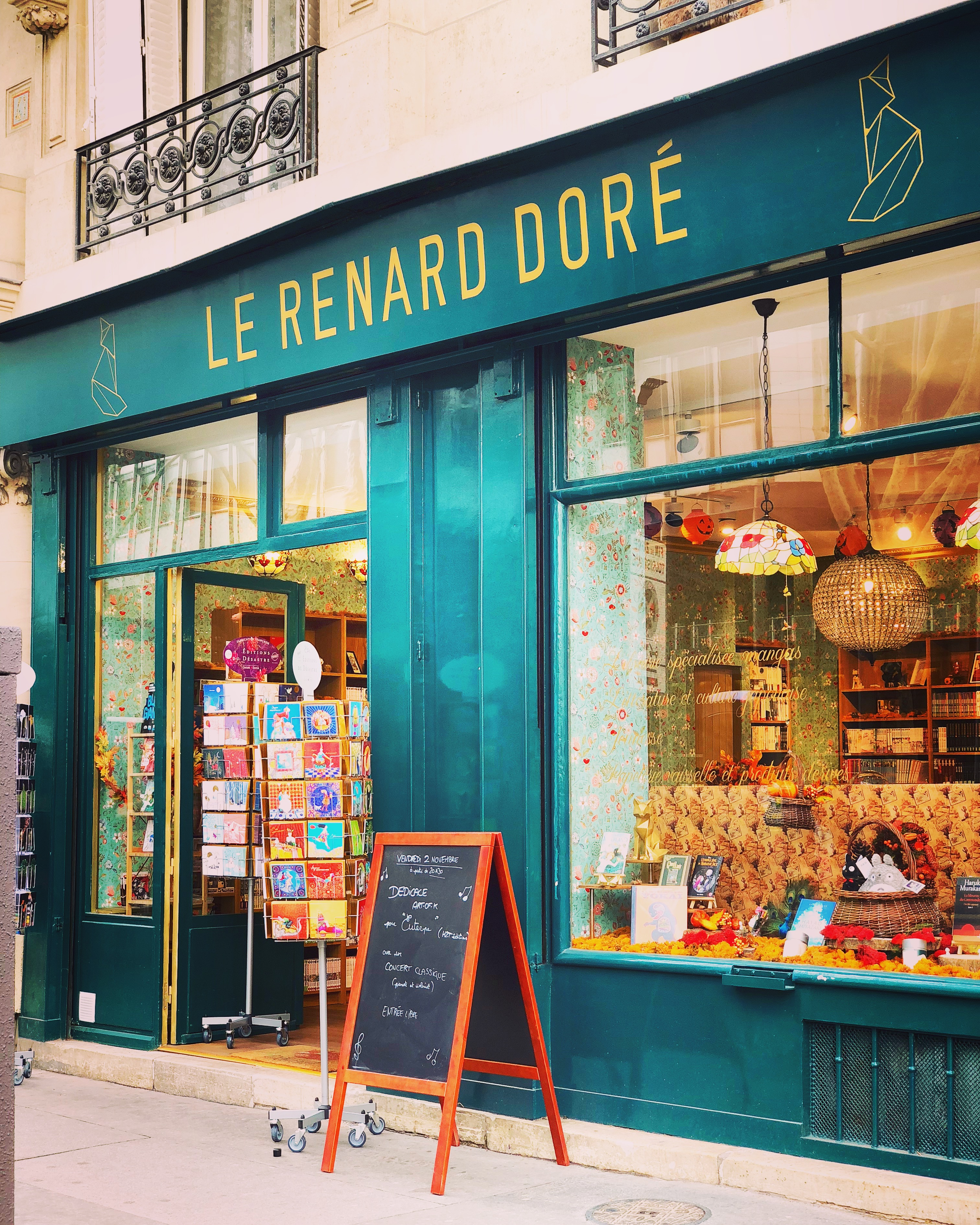
Devanture de Le Renard Doré, au 41 rue Jussieu, à Paris.

En mai 2018, il fonde dans le cinquième arrondissement de Paris, au 41 rue Jussieu, la librairie Le Renard Doré, spécialisée dans la culture et la littérature japonaise, dont la communication sur les réseaux sociaux est remarquée par la profession littéraire. La libraire est vendue en août 2025, à James Brissac et Noure Ait Mohand.
En 2021, il cofonde, dans le même arrondissement et non loin de la librairie, au 57 rue du Cardinal Lemoine, Le Renard Café, un salon de thé pour les "amoureux du manga et des saveurs japonaises".
En Janvier 2022, il fait partie du Grand Jury Jeunesse du festival d'Angoulême.
En 2022, il entame sa carrière d'écrivain avec Mémoires de la forêt, une série en quatre tomes dont les volumes sortent entre 2022 et 2024.
Les souvenirs de Ferdinand Taupe, paru le 16 mars 2022 chez l'École des Loisirs, est le premier tome d'une série qui s'est vendue à plus de 100.000 exemplaires en France et a remporté plusieurs prix en littérature jeunesse, dont le Prix Sorcières 2022 dans la catégorie "Carrément Passionnant Mini", le prix Talents Cultura 2022  en catégorie jeunesse, le prix Babelio 2022 jeunesse. Son adaptation en série audio, Mémoires de la forêt - À la recherche de Maude, remporte le trophée de la création audio des Trophées Livre Hebdo de l'édition 2024, lors de la cérémonie de remise de prix du 25 mars 2024, au Théâtre de l'Odéon, à Paris.
La série Mémoires de la forêt est l'occasion, pour l'auteur, d'aborder des problématiques sensibles auprès de la jeunesse, dans des environnements « réconfortants ». Dans Les souvenirs de Ferdinand Taupe, « La maladie de l'Oublie-tout, une référence à la maladie d'Alzheimer, se révèle au centre de l'intrigue et se voit traitée poétiquement avec une empathie bouleversante, sans jamais sombrer dans le pathos ». Dans Les carnets de Cornélius Renard, il s'interroge sur « le poids des secrets familiaux », et fait référence aux accidents vasculaires cérébraux (AVC) sous la métaphore de « l'orage du cerveau ».
Les quatre volumes de la série sont illustrés par la dessinatrice Sanoe. Le premier est en cours d'adaptation en bande dessinée, pour une sortie chez les éditions Rue de Sèvres. Le dernier tome, La saison des adieux, est sorti fin 2024.
Le premier tome des Mémoires de la Forêt, Les souvenirs de Ferdinand Taupe, est traduit dans plusieurs langues dont l'allemand ou l'italien et en cours de parution dans d'autres pays.
En 2025, les quatre volumes de la série Mémoires de la Forêt intègrent les oeuvres conseillées pour le programme français de cycle 3 de l'enseignement secondaire (CM1 - CM2 - 6ème), suite à la publication du Conseil Supérieur des Programmes du Ministère de l'Éducation Nationale, sur la thématique "Vivre et imaginer d'autres vies".
Mickaël Brun-Arnaud est également conseiller éditorial de la collection manga Le Renard Doré pour la jeunesse chez les éditions Rue de Sèvres, label bande dessinée de l'école des loisirs.

## Œuvres

### Littérature jeunesse
- Mémoires de la Forêt, illustrées par Sanoe, l'école des loisirs

1. Les souvenirs de Ferdinand Taupe, 2022.
2. Les carnets de Cornélius Renard, 2023.
3. L'esprit de l'hiver, 2023.
4. La Saison des adieux, 2024

- Le Croque-en-Murs, 2025, album illustré par Jérémy Pailler, Kaléidoscope.

### Littérature adulte
- Les vallées closes, Robert Laffont, 2023.

## Adaptations de son œuvre

### Audio
- Mémoires de la forêt - À la recherche de Maude (en six épisodes), l'école des loisirs, 2023.

#### Produits dérivés
- Maxi-puzzle Mémoires de la forêt - Bellécorce (500 pièces), l'école des loisirs récréative, 2023.
- Maxi-puzzle Mémoires de la forêt - Gourmandelle (500 pièces), l'école des loisirs récréative, 2024.

### Sources primaires
1. ↑  « Page de Sanoe, chez l'école des loisirs. », sur Ecole des Loisirs (consulté le 25 mai 2023)
2. ↑  Allemand : (de) Anette Elsner, « Erinnerungen des Waldes: Wie der Dachs seine große Liebe wiederfinden will », sur www.thueringer-allgemeine.de, 3 février 2024 ; l'italien : (it) Redazione, « Mickaël Brun-Arnaud racconta "Cronache della foresta" », sur Terre di mezzo, 8 mai 2024 ; l'ukrainien (uk) « Мемуари лісу, Том 1 купити книгу », sur Nasha idea;  le russe : (ru) « 20 новых книг для детей всех возрастов и 5 полезных изданий для их родителей », sur Мел,‎ 6 avril 2023